# Академические исследования по Википедии
Википедия стала объектом разнообразных исследований, результаты которых опубликованы в рецензируемых статьях.
Темы исследований включали:
- достоверность энциклопедии
- различные формы системной предвзятости
- социальные аспекты сообщества Википедии (включая администрирование, политику и демографию)
- энциклопедия как набор данных для машинного обучения
- возможность Википедии предсказывать или влиять на поведение человека.

Среди примечательных результатов таких исследований выводы о:
- фактической точности Википедии, аналогичной другим энциклопедиям
- наличии культурной и гендерной предвзятости
- пробелах в освещении глобального Юга
- создателях контента (незначительное меньшинство редакторов создает большую часть контента)
- различных моделях понимания онлайн-конфликтов
- ограниченной корреляции между тенденциями Википедии и различными явлениями, такими как движения на фондовом рынке или результаты выборов.

## Содержание
В период с 2001 по 2010 год было опубликовано не менее 1746 подобных исследований.

### Производство контента

#### Меньшинство редакторов создают большую часть постоянного контента
Исследования 2005—2007 годов показали, что:
- большинство правок в Википедии вносит меньшинство редакторов
- распределение правок подчиняется степенному закону: около половины всех правок вносит 1 % редакторов.

Исследование (2007) показало, что «элитные» редакторы, вносившие много правок, вносили 30 % изменений контента, измеряемых по количеству слов. Эти редакторы также чаще добавляли, а не удаляли контент.
В ходе исследования (2007) в Университете Миннесоты были проанализированы триллионы просмотров слов (в период с сентября 2002 года по октябрь 2006 года), и был сделан вывод о том, что 0,1 % сообщества Википедии (4200 редакторов) создали 44 % просмотров слов за этот период.
В результате исследования 2009 года было выяснено, что один процент редакторов (которые в среднем вносят более 1000 правок в месяц) вносят 55 % правок.
Согласно исследованиям, которые провели Сорин Адам Матей, профессор Школы коммуникаций имени Брайана Лэмба в Университете Пердью, и Брайан Бритт, доцент кафедры журналистики и массовых коммуникаций Университета штата Южная Дакота, за период с 2001 по 2010 год около 80 % контента Википедии создавали примерно 1 % её участников, «работая усерднее всех и отрабатывая больше всего часов». По мнению этих исследователей, «Повестка формируется этими людьми, и ими движет чувство миссии, во многом как политическими или религиозными движениями». Периодически в сообществе сменяется лидирующая группа, но озвученное соотношение сохраняется. Матей, директор Purdue Data Storytelling Network, и Бритт стали соавторами книги «Структурная дифференциация в социальных сетях: адхократия, энтропия и эффект 1 %». Это работп переосмысливает идею, что Википедия — это сайт однорангового производства на основе общих ресурсов. По словам Матея, «Она создана одноранговыми пользователями, но некоторые одноранговые пользователи более равны, чем другие, по крайней мере, с точки зрения усилий». В книге утверждается, что Википедия не отличается от любой другой человеческой организации, и следует чёткому эволюционному пути от простой предпринимательской к бюрократической и, наконец, к «адхократической» формуле. Некоторые ключевые атрибуты участников, такие как склонность работать с другими или нет, смягчают эволюцию организации. Авторы утверждают, что краудсорсинговые проекты вроде Википедии не являются децентрализованными и спонтанными предприятиями, а представляют собой адхократию, форму организации, которая сочетает стабильную властную иерархию с индивидуальной мобильностью.

#### Распределение труда и социальные слои
В 2007 году было выявлено «социальное расслоение в сообществе Википедии» с выделением «класса администраторов». Признавалось явное смещение власти к администраторам по сравнению с другими редакторами.
Анализ всей истории правок английской Википедии, по июль 2006 года, показал, что влияние правок администраторов на контент неуклонно снижалось с 2003 года, когда администраторы вносили примерно 50 % от общего числа правок, до 2006 года, когда администраторами было выполнено только 10 % правок. Явление было названо «подъемом толпы». Результаты для «элитных пользователей», то есть пользователей, внесших более 10 000 правок, в некоторой степени соответствовали результатам, полученным для администраторов. Однако «количество слов, изменённых элитными пользователями, соответствовало изменениям, внесенным новичками, хотя количество правок, внесённых новичками, росло пропорционально быстрее».

### Надёжность
Оценивалась зависимость доверия к Википедии от эпистемических или прагматических достоинств. Хотя читатели не могут оценить фактические знания и опыт авторов конкретной статьи, они могут оценить страсть участников к проекту и коммуникативный дизайн, посредством которого эта страсть проявляется, что может дать основания для доверия.
Википедии нельзя доверять, основываясь на индивидуальной экспертизе, коллективных знаниях или прошлом опыте надёжности. Личный опыт и эмпирические исследования, подтвержденные инцидентами, включая споры вокруг биографии Сайгенталера, позволили сделать вывод, что Википедия в целом не заслуживает доверия. Следовательно, эти эпистемические факторы не оправдывают обращение к Википедии.
Было предложено обоснование доверия к Википедии, основанное на прагматических ценностях, которые можно свести к двум факторам:
- масштабы и активность Википедии свидетельствуют о том, что редакторы глубоко заинтересованы в предоставлении миру знаний
- прозрачное развитие политики, практик, институтов и технологий, в дополнение к заметным масштабным усилиям, устраняет возможные сомнения.

При этом необходимо предотвращение искажения вклада людей, не разделяющих тех же обязательств, исправление ошибок редактирования, а также контроль и улучшение качества статей.

#### Информация о здоровье
Информация о здоровье в английской Википедии обычно доступна в виде результатов поисковых систем и страниц результатов поисковой системы, которые часто предоставляют ссылки на статьи Википедии. Были проведены независимые оценки качества медицинской информации, представленной в Википедии, и круга лиц, получающих доступ к этой информации. Были изучены количество и демографические данные людей, которые ищут информацию о здоровье в Википедии, объём информации о здоровье в Википедии и качество информации в Википедии.

#### Исторические фальсификации
В 2023 году была опубликована статья, авторы которой, историки Ян Грабовски и Шира Кляйн, утверждают, что группа идеологически мотивированных редакторов в течение нескольких лет занималась систематическим искажением истории польских евреев в нескольких статьях Википедии с целью привести её в соответствие с националистическими взглядами польских ультраправых. Согласно авторам статьи, группа фальсифицировала доказательства, лоббировала маргинальные источники, ставила фальшивые ссылки на источники и продвигала антисемитские стереотипы. Целью, как утверждается, было обелить «роль польского общества в Холокосте», минимизировать польский антисемитизм, преувеличить роль поляков в спасении евреев, а также обвинить в Холокосте самих евреев (см. Википедия и антисемитизм).

### Предвзятость
Исследования неизменно показывают, что Википедия систематически переоценивает точку зрения, принадлежащую определённой демографической группе, описываемой как «среднестатистический википедист», который является образованным, технически подкованным, англоговорящим белым мужчиной в возрасте 15-49 лет из развитой христианской страны в северном полушарии. Такая системная предвзятость в демографических данных редакторов приводит к:
- культурной предвзятости
- гендерной предвзятости
- отсутствию информации о Глобальном Юге.

Существует два основных типа предвзятости:
- неявная (когда тема не освещается)
- явная (когда определённая точка зрения поддерживается в статье или ссылками).

Междисциплинарные научные оценки статей Википедии показали, что:
- статьи, как правило, точны и свободны от дезинформации
- статьи, как правило, неполны и не представляют все точки зрения с нейтральной точки зрения[14].

Исследователями из Вашингтонского университета в Сент-Луисе была разработана статистическая модель для измерения систематической предвзятости в поведении пользователей Википедии в отношении спорных тем. Были исследованы поведенческие изменения администраторов энциклопедии после вступления в должность. Было определено, что систематическая предвзятость имела место постфактум.
Википедию обвиняли в том, что под влиянием движения научного скептицизма она предвзята по отношению к взглядам, выходящим за рамки научного мейнстрима. Социолог Брайан Мартин, исследовавший влияние скептиков на Википедию, пытаясь найти параллели между содержанием Википедии и характерными приёмами, используемыми скептиками, писал, что результат «не доказывает формирование Википедии скептиками, но совместим с этой возможностью».

#### Географическая предвзятость
Исследование, проведенное в 2009 году Оксфордским институтом Интернета, показало, что статьи с геотегами во всех языковых версиях Википедии охватывают около полумиллиона мест на Земле. Большинство статей было посвящено Северной Америке, Европе и Восточной Азии. Обширные регионы развивающегося мира, включая большую часть Африки, были описаны мало.
Исследование (2009) 15 языковых изданий показало, что каждое издание было в высокой степени «самофокусированным», с акцентом на географическом «родном регионе» данного языка.

#### Гендерная предвзятость
Гендерная предвзятость в Википедии широко обсуждается.
В 2010 году — 13 % редакторов и 31 % читателей были женщинами
В 2017 году — 15 % редакторов — женщины.
Исследование (2021) Франчески Триподи показало, что из примерно 1,5 миллионов биографических статей в английской Википедии в 2021 году только 19 % были о женщинах. Существующие биографии женщин имеют гораздо больше шансов быть номинированными на удаление, чем биографии мужчин.

#### Борьба с предвзятостью
В некоторых исследованиях изучалась работа WikiProject Countering Systemic Bias (WP:CSB), которая представляет собой коллективные усилия некоторых редакторов Википедии по расширению точки зрения энциклопедии. Исследование (2010) среди 329 редакторов, участвовавших в WP:CSB, показало, что редакторы отдавали предпочтение темам, относящимся к Соединённым Штатам и Англии.
В 2021 году рассматривалась «золотая середина» предвзятости энциклопедии. Был сделан вывод, что включение надёжных, рецензируемых источников, предлагающие более полную точку зрения, чем существующие статьи Википедии, обеспечит лучшее представительство исключённых или маргинализированных точек зрения.

## Обработка естественного языка
Википедия стали важным источником знаний в области обработки естественного языка и искусственного интеллекта. В 2007 году исследователи из Техниона (Израильского технологического института) разработали методику, называемую «явный семантический анализ», используя статьи англоязычной Википедии и автоматически создавая концептуальные представления слов и текстов для вычисления сходства между словами и текстами.
В Лаборатории обработки всеобъемлющих знаний используется Википедия и Викисловарь для автоматического создания баз лингвистических знаний, которые аналогичны экспертному ресурсу WordNet. Был создан алгоритм для определения связей между словами на базе английской Википедию и с помощью её схемы категоризации. Был сделан вывод, что в Википедии была создана таксономия, способная конкурировать с WordNet в задачах лингвистической обработки.

## Социальные аспекты

### Конфликты
Исследование 2011 года сообщило о новом способе измерения степени спорности википедийной статьи, проверенном на шести изданиях на индоевропейских языках, включая английский.
В статье 2013 года в Physical Review Letters описывалась общая модель социальной динамики в среде сотрудничества, включающая мнения, конфликты и консенсус, с конкретным примером из Википедии.
В 2014 году был проанализирован объём редактирования статей в различных языковых версиях Википедии с целью выявления наиболее спорных. В английской версии тремя самыми спорными статьями стали «Джордж Буш-младший», «Анархизм» и «Мухаммед». Темы на других языках, вызвавшие наибольшие споры: Хорватия (немецкий), Сеголен Руаяль (французский), Чили (испанский) и Гомосексуализм (чешский).

### Демография
Исследование Hitwise (2007), воспроизведенное в журнале Time , показало, что посетители Википедии почти поровну делятся на мужчин и женщин (50/50), но 60 % правок вносят редакторы-мужчины. Опрос 2010 года показал, что только 13 % редакторов и 31 % читателей были женщинами. В исследовании 2017 года 15 % редакторского сообщества составляли женщины.
Исследование 2012 года, охватившее 32 языковых издания, проанализировало циркадную активность редакторов. Был сделан вывод, что доли вклада в англоязычную Википедию из Северной Америки и Европы, Дальнего Востока и Австралии почти равны, тогда как для упрощенной англоязычной Википедии этот показатель увеличился до 75 %.

### Правила и рекомендации
По состоянию на сентябрь 2007 года, анализ правил и рекомендаций англоязычной Википедии выявил ряд ключевых статистических данных:
- 44 официальных правила
- 248 руководств

Несмотря на то, что правило «игнорировать все правила» было коротким, оно вызвала массу обсуждений и разъяснений.
Хотя сама политика «Игнорировать все правила» состоит всего из шестнадцати слов, страница, поясняющая её смысл, содержит более 500 слов, отсылает читателей к семи другим документам, вызвала более 8000 слов обсуждения и была изменена более 100 раз менее чем за год.
Некоторые ключевые правила значительно расширились со временем:
- Википедия:Игнорируйте все правила: расширение на 3600 % (включая дополнительный документ, объясняющий это)
- Википедия:Консенсус: 1557 %
- Википедия:Авторские права: 938 %
- Википедия:Чем не является Википедия: 929 %
- Википедия:Удаление страниц: 580 %
- Википедия:Этичное поведение: 124 %

### Игры с правилами
Был проведен количественный анализ выборки активных страниц обсуждений англоязычной Википедии за ноябрь 2006 года. Изучалось, как применялись правила и как участники работали над достижением консенсуса.
Исследование показало, что правила применялись непоследовательно.
Примеры:
- обсуждение, в ходе которого участники пришли к выводу, что расчет среднего значения на основе данных, предоставленных государственным агентством, представляет собой оригинальное исследование
- обсуждение, в котором логическая дедукция использовалась в качестве контраргумента для первоначальной исследовательской политики

Исследование выявило, используя методы Grounded theory, 7 типов игр с правилами:
- в области применения статьи (что не относится к теме статьи)
- предшествующий консенсус (прошлые решения, представленные как абсолютные и неоспоримые)
- сила толкования (подсообщество, претендующее на большую правильность толкования, чем другое)
- легитимность участника (его/её опыт и т. д.)
- угроза санкций (блокировка и т. п.)
- совет попрактиковаться на других страницах (другие страницы считаются образцами для подражания)
- легитимность источника (приведённая ссылка оспаривается).

Подробно были описаны первые 4 типа игр с правилами, которые осуществлялись путём простой интерпретации правила. Пятая категория проявления власти состояла из грубых нарушений правил, которые прощались, поскольку вклад участника ценился, несмотря на его неуважение к правилам.

#### Область применения статьи
В исследовании делается вывод о том, что политика Википедии в вопросах определения области действия неоднозначна.

#### Предварительный консенсус
В Википедии консенсус никогда не бывает окончательным и может меняться. Исследование показали, что эта временная неоднозначность является плодородной почвой для игр с правилами, и помещает борьбу за консенсус в более широкую картину борьбы за право собственности на статью.

#### Сила интерпретации
Администраторы нарушали консенсус и удаляли личные учётные записи пользователей-анонимов.

#### Легитимность вкладчика
Для этого типа игры с правилами характерна ссылка на прошлые заслуги, как возражение на обвинение в непродуктивности и подрывной деятельности.

#### Явная борьба за право собственности
Есть участники, которые постоянно и успешно нарушают правила без каких-либо санкций.

### Получение статуса администратора
В 2008 году исследователи из Университета Карнеги — Меллона разработали пробит-модель редакторов английской Википедии, которые успешно прошли процесс рецензирования и стали администраторами. Модель с точностью 74,8 % предсказала успешных кандидатов.
Выборы в администрацию являются повышением, отличающим элитную основную группу от большой массы редакторов. Соответственно, в статье использовался метод захвата политики — метод, который сравнивает номинально важные атрибуты с теми, которые фактически ведут к повышению в рабочей среде.
Общий показатель успешности продвижения снизился с 75 % в 2005 году до 53 % в 2006 году и до 42 % в 2007 году. Такое внезапное увеличение числа неудач кандидатов в администраторы было объяснено более высокими стандартами, которым должны соответствовать новые назначенные администраторы. Некоторые из первых администраторов выразили сомнение в успехе на выборах, если бы их выборы состоялись недавно.
Было определено:
- многократное «баллотирование» на статус администратора пагубно влияет на шансы кандидата на успех. Каждая последующая попытка имеет на 14,8 % меньше шансов на успех, чем предыдущая. Продолжительность участия в проекте вносит лишь незначительный вклад в вероятность успеха.
- одно изменение правила Википедии или редактирование WikiProject равноценно десяти изменениям статьи, что было измерено с помощью показателя разнообразия — простого подсчета количества областей (16 областей: статья, обсуждение статьи, статьи/категории/шаблоны для удаления, обзор (не)удаления и т. д.), в которых редактор принимал участие. Пользователь, который редактировал статьи, свою собственную страницу и разместил одну публикацию при проверке на (от)удаление, будет иметь показатель разнообразия 3. Внесение хотя бы одной правки в любой дополнительный раздел Википедии на 2,8 % повышал вероятность успеха в получении административной должности.
- внесение незначительных правок также помогало.
- каждая правка на странице арбитража или посредничества или уведомления Wikiquette (площадки для разрешения споров) снижали вероятность успеха на 0,1 %. Размещение сообщений на досках объявлений администратора имело столь же пагубный эффект. Исследование интерпретировало это как доказательство того, что редакторы, вовлеченные в эскалацию или затягивание конфликтов, снижают свои шансы стать администраторами
- выражение «спасибо», а также указание на проблемы  (исследование анализировало только метаданные) имели незначительную пользу, повышая шансы кандидата в администраторы на победу в 2006—2007 годах на 0,3 % и 0,1 %.

Несущественные факторы для получения статуса администратора:
- редактирование страниц пользователей (в том числе и своих) и страниц обсуждения пользователей
- приветствие новичков или обращение «пожалуйста» в комментарии к редактированию
- участие в формировании консенсуса, например, в голосовании по кандидату в администраторы.
- борьба с вандализмом. Каждая тысяча правок, содержащих вариации «отмена», положительно коррелировала (7 %) с администрированием в 2006—2007 годах, но не достигала статистической значимости, если только не снизить порог до p < .1). Ещё более запутанным является тот факт, что до 2006 года число отмен отрицательно коррелировало (-6,8 %) с успешностью администрирования, в то время как статистической значимости не достигало даже при p < 0,1. Это может быть связано с введением в 2006 году политики, известной как «Три отмены», направленной на сокращение числа отмен.

Не были измерены такие факторы, как: качество редактирования или участие в координации за пределами сайта Википедии. 
Был сделан следующий вывод:
- простого выполнения большого объёма производственной работы недостаточно для «продвижения» в Википедии
- кандидаты в администраторы должны были продемонстрировать больше навыков управленческого поведения
- разнообразный опыт и вклад в разработку правил и WikiProjects были более сильными предикторами успеха для кандидата.

Это согласуется с выводами о том, что Википедия является бюрократией и что работа по координации существенно возросла. Сообщество в целом начало отдавать приоритет разработке правил и организационному опыту, а не простой координации на уровне статей.
Решения о кандидатах в администраторы принимаются на основе истории предыдущих взаимодействий.

## Читательская аудитория
Википедией пользуются врачи, студенты, журналисты и учёные. В ходе исследования (2009), было установлено, что 70 % молодых врачей еженедельно использовали Википедию для поиска медицинской информации в 26 % случаев.
По крайней мере одно исследование показало, что британцы доверяют BBC меньше, чем Википедии.
Количество просмотров страницы итальянской Википедии о рассеянном склерозе увеличивалось, когда истории о рассеянном склерозе широко распространялись в новостных средствах массовой информации.

### В образовании
Википедия является наиболее часто используемым открытым образовательным ресурсом в сфере высшего образования и в 2000 раз более эффективна с точки зрения затрат, чем печатные учебники. Использование Википедии повышает интерес студентов к обучению, их вклад в свою работу, их обучение и личностное развитие, а также создает возможности для местного и международного сотрудничества.

## Машинное обучение
Извлечение информации, пригодной для машинной обработки, происходит путём автоматизированного извлечения семантических знаний с использованием алгоритмов машинного обучения. Такой проект, как DBpedia использует структурированный контент, извлеченный из информационных блоков статей Википедии на разных языках с помощью алгоритмов машинного обучения. Целью является создание ресурса связанных данных в семантической паутине.

## Как предсказатель или фактор влияния на поведение человека
Статистика просмотров страниц статей о фильмах хорошо коррелирует с их кассовыми сборами. Была разработана математическая модель для прогнозирования кассовых сборов путем анализа количества просмотров страниц, а также количества правок и уникальных редакторов страниц Википедии о фильмах. Хотя эта модель была разработана для английской Википедии для фильмов, её можно распространить на другие языки и на другие виды контента.
В 2013 году исследователи, в том числе Хелен Сюзанна Моат, Тобиас Прейс, продемонстрировали связь между изменениями в количестве просмотров статей английской Википедии, посвященных финансовым темам, и последующими крупными изменениями на фондовом рынке США.
Был сделан вывод о том, что данные о просмотрах страниц Википедии могут улучшить традиционные методы (такие как опросы) прогнозирования результатов выборов.
В период с 2019 по 2021 год группа американских и ирландских исследователей провела рандомизированный полевой эксперимент, который показал, что создание статьи в Википедии о юридическом прецеденте более чем на 20 % увеличивает вероятность его цитирования в последующих судебных решениях.

## Влияние на науку
В 2017 году учёными из Массачусетского технологического института (MIT) и Питтсбургского университета опубликовано исследование, показывающее влияние Википедии на науку. Авторы отмечают, что Википедия отражает состояние научных знаний; однако также она является одним из самых посещаемых веб-сайтов в мире, в том числе учёными. Включение каких-либо идей в Википедию приводит к тому, что эти идеи чаще используются в научной литературе. Исследование показывает корреляционные доказательства этого в нескольких тысячах статей Википедии и причинные доказательства при помощи рандомизированного контрольного испытания, в ходе которого авторы добавляли новый научный контент в Википедию. В течение нескольких месяцев после загрузки в среднем новая статья Википедии по химии читалась десятки тысяч раз и вызывала изменения в сотнях связанных научных журнальных статей. Закономерности этих изменений свидетельствуют, что статьи Википедии используются в качестве обзорных статей, обобщающих область науки и подчёркивающих вклад в неё исследований. Когда научные статьи добавляются в качестве ссылок на Википедию, эти статьи получают больше академического цитирования.